# Garrett Hardin
Garrett James Hardin (21 de Abril de 1915 – 14 de Setembro de 2003) foi um biólogo pioneiro no estudo dos impactos da população humana sobre a Terra. Seu artigo A Tragédia dos comuns, publicado em 1968 na revista norte americana Science, abordou a noção de que a miséria humana continuaria a crescer a não ser que fosse reconhecido que a quantidade de espaços aptos à sobrevivência humana na terra era limitada. Ele é listado pela Southern Poverty Law Center como um adepto do nacionalismo branco, com publicacações "francamente racistas e etnonacionalistas".

## Biografia

### Infância e Influências
Garrett James Hardin nasceu em 1915 em Dallas, Texas. Aos 4 anos de idade contraiu Poliomielite. Sua condição física debilitada o levou a focar sua atenção na vida acadêmica desde cedo. Juntamente com seu irmão mais velho, Garrett participou de um grupo de bairro durante sua infância. Na ocasião, o líder do grupo costumava cunhar novos nomes para os integrantes e objetos comuns. Garrett sempre foi fascinado pelas variações morfológicas da língua inglesa, pela forma como os falantes nativos da língua a modificavam e como tais modificações eram aceitas pela comunidade local. Essa fascinação criou em Garrett uma inclinação realizar neologismos para definir novos conceitos.
Seu pai era um representante de vendas, o que levava a família a não ter residência fixa. A fazenda da família, localizada nas proximidades de Butler, Missouri foi o local onde Garrett passou os verões dos seus 10 aos 18 anos de idade. Entre as obrigações da fazenda, desde os 11 anos ele era responsável por alimentar alguns animais e matar outros para as refeições diárias. Essa experiência teve impacto em sua concepção de que a relação entre predador e presa era parte essencial da vida.

### Vida Adulta e Principais Trabalhos
Em 1936 formou-se Bacharel em Zoologia na Universidade de Chicago, mais tarde, em 1941 completou o Ph.D em Microbiologia na Universidade de Stanford. Garrett é mais conhecido pelo seu artigo de 1968 A Tragédia dos Comuns, recentemente republicado em mais de 100 antologias e é amplamente aceito como uma contribuição relevante aos campos da ecologia, teoria populacional, economia e ciência política. O artigo também rendeu publicações de livros, entre eles, The Immigration Dilemma: Avoiding the Tragedy of the Commons (O dilema da imigração: Evitando a tragédia dos comuns - Tradução Livre-) , uma coleção de ensaios contendo, inclusive, o artigo "Tragédia dos Comuns" publicada em 1995 na qual o professor Hardin tece comentários e teorias sobre imigração e densidade populacional.
Garrett Hardin lecionou como professor da Universidade da Califórnia por mais de 30 anos, retirando-se das atividades do campus em 1978 dedicando-se às atividades de escrita e oratória.

### Críticas àtragédia dos comuns
As afirmações contidas no artigo A tragédia dos comuns foram alvo de várias críticas por parte de outros estudiosos da área da dinâmica populacional. O ambientalista Derrick Jensen afirma que o artigo é usado na defesa da propriedade privada . Ele afirma que o conteúdo do artigo tem sido utilizado pelos políticos de direita para discriminar e isolar pessoas de países de terceiro mundo e povos indígenas por todo o mundo. Jensen afirma que em vez de tragédia dos comuns, o artigo deveria se chamar Tragedy of the Failure of the Commons (Tragédia da Falha dos Comuns - tradução livre).
A cientista política Elinor Ostrom, ganhadora do prêmio nobel em economia realizou uma crítica ao trabalho de Hardin  classificando a tragédia dos comuns como predominante em várias partes do globo, afirmando também que soluções para o problema já haviam sido encontradas em várias comunidades locais. Uma vez que os bens comuns tem sido extraídos por pessoas e empresas externas a tais comunidades, as soluções encontradas não podem mais ser utilizadas.

### Filosofia de Vida e Causa da Morte
Garrett e sua esposa eram membros da organização sem fins lucrativos norte americana End-of-life choices que prega que os indivíduos têm a liberdade para escolher o momento de suas mortes. Ao fim da vida, com 88 anos, Garrett sofria de problemas cardíacos e acabou por suicidar-se em 14 de setembro de 2003, juntamente com sua esposa.

## Publicações
Durante sua vida, Garrett publicou mais de 350 artigos e 27 livros. Em torno de 700.000 cópias de seus livros já foram vendidas.

### Livros[9]
- 1949, Fatty Acid Antibacterials, 67 páginas, Carnegie Institution of Washington. ISBN 1258608847
- 1949, Biology: Its Human Implications, 635 páginas, W.H. Freeman ISBN 0716706431
- 1952, Biology: Its Human Implications. 2nd ed, 720 págias, W.H. Freeman
- 1955, Laboratory Studies in Biology: Observations and Their Implications, 328 páginas, W.H. Freeman
- 1959, Nature and Man's Fate Rinehart.  ISBN 0-451-61170-5 ( Traduzido para A Natureza e o Destino do Homem pela

Companhia Editora Nacional em 1969)
- 1962, Biology Its Principles and Implications, 682 páginas, W. H. Freeman
- 1964, Population, Evolution & Birth Control, 341 páginas, W. H. Freeman (Traduzido para português pela  Companhia Editora Nacional em 1967)
- 1966, Biology- Its Principles and Implications. Second edition, 771 páginas, W. H. Freeman.
- 1969, Step to Biology. Readings from Scientific American, with Introductions by Garrett

Hardin, 344 páginas, W.H. Freeman.
- 1969, Population, Evolution & Birth Control. Second edition , 356 páginas, W.H. Freeman.
- 1969, Science, Conflict and Society. Readings from Scientific American, with introductions by

Garrett Hardin, 344 páginas, W.H. Freeman (Traduzido para A Ciencia Social num Mundo em Crise pela Editora Perspectiva em 1973).
- 1970, Birth Control, 142 páginas,  Pegasus.
- 1972, Exploring new ethics for survival: the voyage of the spaceship Beagle, 273 páginas, Viking Press.  ISBN 0-670-30268-6
- 1973, Stalking the Wild Taboo, 226 páginas, W. Kaufmann.  ISBN 0-913232-03-3
- 1974, Mandatory Motherhood: The True Meaning of 'Right to Life', 136 páginas, Beacon Press. ISBN 0-8070-2177-6
- 1977,  Managing the Commons, W. H. Freeman.
- 1977, The Limits of Altruism: an Ecologist's view of Survival, 154 páginas, Indiana University Press.  ISBN 0-253-33435-7
- 1978, Biology Its Principles and Implications, 790 páginas, W. H. Freeman.
- 1978, Stalking the Wild Taboo. Second edition, 244 páginas, Kaufmann.
- 1980, Promethean Ethics Living with Death, Competition and Triage, 82 páginas,  University of Washington Press. ISBN 0-295-95717-4
- 1982, Naked Emperors: Essays of a Taboo-Stalker, 281 páginas,  William Kaufmann, Inc.  ISBN 0-86576-032-2
- 1985, Filters Against Folly, How to Survive despite Economists, Ecologists, and the Merely Eloquent, 240 páginas,  Viking Penguin.  ISBN 0-670-80410-X
- 1993, Living Within Limits: Ecology, Economics, and Population Taboos, 339 páginas, Oxford University Press.  ISBN 0-19-509385-2
- 1995, The Immigration Dilemma: Avoiding the Tragedy of the Commons 140 páginas,  Federation for American Immigration Reform.
- 1996, Stalking the Wild Taboo. Third edition, 376 páginas, The Social Contract Press.
- 1999, The Ostrich Factor: Our Population Myopia, 169 páginas, Oxford University Press.  ISBN 0-19-512274-7

### Artigos Científicos
- Hardin, Garrett (29 de abril de 1960). «The Competitive Exclusion Principle». Science (em inglês). 131 (3409): 1292-1297. ISSN 0036-8075. PMID 14399717. doi:10.1126/science.131.3409.1292
- Hardin, Garrett (13 de dezembro de 1968). «The Tragedy of the Commons». Science (em inglês). 162 (3859): 1243-1248. ISSN 0036-8075. PMID 17756331. doi:10.1126/science.162.3859.1243
- PMID 4906521 (PubMed)

- PMID 5485232 (PubMed)

- Hardin, Garrett (1 de outubro de 1974). «Commentary: Living on a Lifeboat». BioScience (em inglês). 24 (10): 561-568. ISSN 0006-3568. doi:10.2307/1296629
- Hardin, Garrett (1974). «Lifeboat Ethics: the Case Against Helping the Poor». Psychology Today. 8: 38–43.
- Hardin, Garrett (novembro de 1976). «Living with Faustian Bargain». Bulletin of the Atomic Scientists. 32 (8): 25–29. ISSN 0096-3402.
- Hardin, Garrett (1 de março de 1980). «Ecology and the Death of Providence». Zygon® (em inglês). 15 (1): 57-68. ISSN 1467-9744. doi:10.1111/j.1467-9744.1980.tb00376.x
- Hardin, Garrett (1 de junho de 1982). «Discriminating Altruisms». Zygon® (em inglês). 17 (2): 163-186. ISSN 1467-9744. doi:10.1111/j.1467-9744.1982.tb00477.x
- Hardin, Garrett (1 de dezembro de 1983). «Is Violence Natural?». Zygon® (em inglês). 18 (4): 405-413. ISSN 1467-9744. doi:10.1111/j.1467-9744.1983.tb00524.x
- Hardin, Garrett (1 de maio de 1985). «Human Ecology: The Subversive, Conservative Science». American Zoologist (em inglês). 25 (2): 469-476. ISSN 0003-1569. doi:10.1093/icb/25.2.469
- Hardin, Garrett (1 de maio de 1994). «The tragedy of the unmanaged commons». Trends in Ecology & Evolution. 9 (5). 199 páginas. doi:10.1016/0169-5347(94)90097-3
- Hardin, Garrett (1 de maio de 1998). «Extensions of "The Tragedy of the Commons"». Science (em inglês). 280 (5364): 682-683. ISSN 0036-8075. doi:10.1126/science.280.5364.682

## Ligações Externas
- Garrett Hardin Society - Sociedade dedicada à preservação dos escritos e ideias de Garrett Hardin